# Andriivka, Iakîmivka
Andriivka (în ucraineană Андріївка) este un sat în comuna Davîdivka din raionul Iakîmivka, regiunea Zaporijjea, Ucraina.

## Demografie
Componența lingvistică a localității Andriivka
     Ucraineană (96,43%)
     Rusă (3,57%)
Conform recensământului din 2001, majoritatea populației localității Andriivka era vorbitoare de ucraineană (96,43%), existând în minoritate și vorbitori de rusă (3,57%).